# Кобра 1948.
Кобра (1948—1951) је уметнички правац, а уједно и група авангардних сликара и књижевника из Холандије, Белгије и Данске. Основана је 1948. године у Паризу по завршетку Другог светског рата. Назив групе је акроним изведен од почетних слова имена градова Копенхагена (Ко), Брисела (Бр) и Амстердама (А). Кованицу је први предложио Кристијан Дотремонт, један од оснивача групе. Главна карактеристика правца је тежња ка оживљавању експресионизма помоћу стилских средстава енформела. Групи су припадали између осталих Данац Асгер Јорн, Холанђанин Карел Апел и Белгијанац Пјер Алешински. Стил и нове идеје од друштвеном поретку су развијали до 1951. године када се група раставила. Ови уметници извршили су значајан утицај на уметничка струјања у Немачкој, Италији и Шпанији, а ефекти њиховог стваралаштва и даље имају утицај на уметност широм света.

## Историјски преглед развоја покрета
За време Другог светског рата Холандија и Белгија биле су под окупацијом Немачке, па је уметницима контакт био ограничен само на сународнике. Убрзо након што се рат окончао је Кобра оформљена. Карел Апел, Констант, Пјер Алешински, Асгер Јорн и др. састали су се 8. новембра 1948. године у кафићу „Нотр Дам” у Паризу, где су потписали манифест, који је раније саставио Кристијан Дотремонт. Овим манифестом група се одвојила од постојећих уметничких праваца. Противили су се натурализму и стерилној апстрактној уметности, покушавајући да побију „академски снобизам”. Инспирисана идејама немачког филозофа, Карла Маркса, Кобра је створила визију новог друштва у којем ће уметност бити намењена свима, а не само интелектуалној елити, и да ће сваки припадник тог друштва бити слободан да ствара уметност. Овај интернационални правац развио се из критике западног друштва. Сам манифест, под називом "La cause était entendue" (Случај је био решен), представљао је ироничну игру речи и реакцију на текст француских надреалиста, "La cause est entendue" (Случај је решен). На овај начин су стил својих претходника окарактерисали као застарео и конзервативан. Њихов метод рада с друге стране био је базиран на спонтаности и иновацији, па су своју инспирацију вукли из нековенционалних извора попут дечијих цртежа.
Група је била амалгамација уметника с различитих подручја, који су имали заједнички циљ. Међутим, Кобра није дуго опстала, већ су се уметници након три године разишли. За кратко време су ипак постигли неколико успеха: започели су истоимени часопис „Кобра”, групним радом су насликали неколико дела тзв. Peintures-Mot и организовали две веће изложбе. Прва је организована у Градском музеју у Амстердаму 1949. године, док је друга била одржана у Лијежу 1951. године. Упркос чињеници да су се 1951. године уметници званично разишли, многи су накнадно наставили да сарађују. Кобра остаје забележена као последњи авангардни покрет 20. века.

## Техника и стил
Уметници ове групе тежали су ка стварању „чисте и слободне уметности”, а за то им је била потребна нова техника. Међутим, њихова нова техника ипак је настала по утицајем неколико различитих уметника и праваца, чија дела по мишљењу Кобре нису била „окована нормама”. Интересовање за примитивне културе преузели су од Пола Гогена. Немачки колорит био им је превише тмуран и асоцирао је на рат, па су употребу јарких боја преузели о француских фовиста. Инспирацију да се залажу за слободу дао им је Пикасо, који им је својом уметношћу и политичком ангажованошћу био отелотворење идеје о слободи. Поред уметника, на правац су утицали и филозофи попут Карла Маркса и његове теорије дијалектичког материјализма. Уметници Кобре били су веома заинтересовани за производњу заједничких уметничких дела, укључујући мурале и плакате, као начин изражавања презира према индивидуализму и појму самосталног генијалног уметника, једном од канона традиционалне западне уметности канон којој су се противили. То противљење индивидуализму било је уско повезано са њиховим марксистичким уверењима. Утицај су имали и психолози као што је Зигмунд Фројд. Водећи се Фројдовом студијом о несвесном, уметници Кобре величали су све облике уметности настале спонтано, без репресије. Сматрали су да се, при започињању рада на платну, не треба фокусирати на одређену слику у глави, већ се треба препустити осећају и ослонити се на сопствене инстинкте и енергију. Пуштали су да им покрет руке буде самосталан, скоро аутоматски, јер су неспутани покрет сматрали најчистијом формом изражавања. Кобра се дистанцирала од формалне композиције кубизма и окренула се експерименту. Група је сликарство ослободила од академског утицаја, па зато експеримент стоји као централни појам правца. Он је био симбол неограничене слободе, коју најбоље илуструје дечије стваралаштво. Од почетка је група инспирацију тражила у експресивности и спонтаности дечијег цртежа, као и у делима створених од стране душевно оболелих тј. личности ван званичних уметничких институција, у тзв. маргиналној уметности. Код појединих уметника приметан је и утицај апстрактног надреализма, скандинавске митологије и „поетске фантазије Паула Клеа”. Они нису били инспирисани само цртежима маргиналних личности, већ и сопственим рукописом као  личним изразом, а потом и оријенталном калиграфијом. Чланови  групе су делили жељу за обнављањем уметности и трагањем за новим идејама, ван већ установљених тема модернизма. Током потраге за новим темама су већ постојеће технике развили до савршенства, као нпр. покрет руке при сликању, флексибилност у ликовном изражају, баратање јарким бојама.  Овакав стил уметника Кобре, а нарочито Карела Апела, подстакао је каснији развој  енформела и ташизма.

## Припадници групе
Најзначајнији представници групе Кобра:
- Карел Апел (Karel Appel)
- Пјер Алешински (Pierre Alechinsky)
- Жан-Мишел Атлан (Jean-Michel Atlan)
- Хуго Клаус (Hugo Claus)
- Корнелије (Corneille)
- Асгер Јорн (Asger Jorn)
- Лучеберт (Lucebert)
- Jорген Неш (Јørgen Nash)
- Питер Аубург (Pieter Ouborg)
- Карл- Хенинг Педерсен (Carl-Henning Pedersen) и други.[6]

## Колекције
Данас се дела уметничког покрета Кобра могу наћи изложена широм света, а највише колекција део је сталних постава у европским музејима, као и у приватним колекцијама. Највећа број радова који су скупљени на једном месту налази се при Кобра музеју за модерну уметност у Амстелвену. Поред њега, радове можемо наћи и у Градском музеју у Амстердаму и Схидаму, као и у Јорновом музеју у данском граду Силкеборгу.
Од колекција ван Европе, најпознатија је колекција Музеја уметности Форт Лодердејл, на Флориди, чији су главни експонати дела уметника Карела Апела, Пјера Алешинског и Асгера Јорна.